# Новомар'янівське
Новомар'я́нівське — село в Україні, Криворізькому районі Дніпропетровської області.
Орган місцевого самоврядування — Веселівська сільська рада. Населення — 113 мешканців.

## Географія
Село Новомар'янівське лежить за 2 км від села Новий Шлях. Селом протікає струмок, що пересихає, із загатою.

## Населення

### Мова
Розподіл населення за рідною мовою за даними перепису 2001 року:
| Мова       | Відсоток |
| ---------- | -------- |
| українська | 93,8 %   |
| російська  | 6,2 %    |